# Перрон, Чирилло
Чири́лло Перро́н (Cirillo Perron; 23 сентября 1912, Вальтурнанш, Королевство Италия — 10 октября 1996, Аоста, Валле д’Аоста, Италия) — итальянский альпинист и католический священник — настоятель прихода в Курмайёре. В 2015 году был признан Праведником мира за спасение жизни мальчика-еврея, которого скрывал от фашистов и нацистов с 1943 по 1945 год, представляя всем своим племянником.

## Биография
Родился в коммуне Вальтурнанш 23 сентября 1912 года. 25 января 1939 года был назначен на место настоятеля католического прихода Святого Панталеона в коммуне Курмайёр. Во время Второй мировой войны неоднократно выступал в защиту прихожан от репрессий со стороны фашистских и нацистских властей. Добился освобождения десяти заключённых, предложив городским властям себя вместо них в заложники. Помешал нацистам провести карательный рейд в Долонне, не позволив им сжечь деревню в отместку партизанам. Содействовал прибытию в город двух фургонов с мукой и крупами, когда местным жителям угрожал голод.
После войны по обету установил статую Богоматери — Царицы мира на вершине Мон-Шетиф. Его усилиями были основаны ораторий и кинотеатр для молодёжи в городе Курмайёр, построен храм в деревне Антрев и отремонтирован санктуарий Нотр-Дам-де-ла-Герисон.
Из-за страстного увлечения скалолазанием прихожане прозвали его «священником-альпинистом». Им были совершены восхождения на Монблан, Гран-Жорас, Маттерхорн, Дан-дю-Жеан; на последнюю вершину он совершил двадцать одно восхождение, последний раз в 1987 году, отметив таким образом свой семидесятипятилетний юбилей. В 1977 году Перрон участвовал в экспедиции на вершину Аннапурна III в Гималаях. В 1987 году был избран почётным гидом местного Общества гидов. За год до этого на Мон-Шетиф состоялась его встреча с римским папой Иоанном Павлом II.
19 ноября 1989 года вышел на покой. Последние годы «священника-альпиниста» прошли в Сен-Пьере, где он жил с сестрой Оттилией Перрон до своей смерти 2 октября 1996 года. Похоронен на кладбище Курмайёра.
В 2012 году, в честь столетия со дня его рождения, «в знак признания и благодарности за работу, проделанную им в качестве приходского священника Курмайёра в течение пятидесяти лет, а также за вклад в дело местного образования и память, которые он оставил в сердцах нескольких поколений жителей и гостей города» администрация Курмайёра назвала в его честь центр отдыха, расположенный возле ратуши.

## Праведник мира
Во время Второй мировой войны, в декабре 1943 года, Перрон спас семилетнего еврейского мальчика из Салуццо, Джулио Сегре, бежавшего в Швейцарию вместе с родителями, Витторио и Евгенией Сегре, от преследования со стороны фашистов и нацистов. Беглецы не смогли пересечь перевал Коль-Ферре, который занесло снегом. Родителям пришлось спуститься в долину и доверить сына приходскому священнику, который держал его при себе в период с 1943 по 1945 год, представляя всем как своего племянника. Подробности истории, изложенные в рукописи, долгое время остававшейся неопубликованной, были изданы в 2012 году самим Джулио Сегре.
В 2015 году были завершены официальные процедуры по признанию Чирилло Перрон праведником мира в израильском мемориале Яд Вашем, которые инициировал Миланский центр современной еврейской документации. 27 мая 2015 года в ратуше Курмайёра настоящему племяннику «священника-альпиниста», также ставшему священником, Донато Перрон была вручена медаль «Праведника мира», которой был удостоен его покойный дядя. 27 января 2017 года по заказу городского совета в Курмайёре был установлен камень с мемориальной доской в память о Чирилло Перрон.